# Подлепа, Алексей Пантелеймонович
Подлепа Алексей Пантелеймонович (23 августа 1907, Орехов, Таврическая губерния — 11 ноября 1970, Кривой Рог, Днепропетровская область) — советский строитель, управляющий трестом «Криворожаглострой», Герой Социалистического Труда (1966).

## Биография
Родился 23 августа 1907 года в городе Орехов (ныне в Запорожской области) в семье кузнеца.
В 1933 году окончил Запорожский строительный техникум. Член ВКП(б) с 1940 года.
Трудовой путь начал на кирпичном заводе в Запорожье, где работал в 1923—1927 годах каменщиком, затем, до 1930 года — инструктором кирпичной кладки. Строитель Днепрогэса. В 1931—1939 годах — мастер, прораб, старший прораб треста «Днепрострой». В 1939—1941 годах — старший прораб треста «Запорожстрой».
Во время Великой Отечественной войны принимал участие в строительстве металлургического завода в Чебаркуле за 75 суток.
В 1945—1951 годах начальник Запорожского строительного управления № 10.
В Кривом Роге с 1951 года. С мая 1951 по ноябрь 1958 года — управляющий трестом «Кривбассрудстрой». Стоял у истоков создания треста «Криворожаглострой», в 1958—1970 годах — его директор.
Руководил строительством мощностей НКГОКа, ИнГОКа, реконструкцией цехов ЮГОКа, строительством стадиона «Металлург». Опыт руководителя и техническая подкованность позволяли Алексею Подлепе существенно сокращать сроки сдачи возводимых его трестом объектов. Инициатор создания комплексных строительных бригад на возведении объектов Кривого Рога.
Депутат Верховного Совета Украинской ССР VII созыва (1967). Депутат Криворожского городского совета.
Умер 11 ноября 1970 года в Кривом Роге, на своём рабочем месте от остановки сердца.

## Награды
- Медаль «Серп и Молот» (11.08.1966);
- Трижды орден Ленина (11.08.1966, …);
- Дважды орден Трудового Красного Знамени (1947, …);
- Сталинская премия 3-й степени (1950)[2];
- Заслуженный строитель УССР (1965).

## Память
- Именем названа улица в Ингулецком районе Кривого Рога[3][4];
- Именем назван пансионат треста «Криворожаглострой»;
- Приз имени Алексея Подлепы, учреждённый в 1978 году горкомом ЛКСМУ Кривого Рога, который представлял собой медаль с рельефным портретом. Среди обладателей приза 20 молодых строителей Кривбасса;
- Почётный профессиональный нагрудный знак «Подлепы А. П.» ассоциации «Комсомолец Кривбасса»[5];
- Имя на Стеле Героев в Кривом Роге.